# Marquis Dendy
Marquis Ali Dendy (* 17. November 1992 in Wilmington, Delaware) ist ein US-amerikanischer Leichtathlet, der sich auf den Weitsprung spezialisiert hat, aber auch im Dreisprung an den Start geht. 2016 siegte er bei den Hallenweltmeisterschaften in Portland im Weitsprung und gewann 2018 und 2022 jeweils die Bronzemedaille. Seine Tante ist die ehemalige Sprinterin Terri Dendy.

## Sportliche Laufbahn
Marquis Dendy wuchs in Middletown auf und belegte 2010 bei den Juniorenweltmeisterschaften in Moncton mit 15,53 m den achten Platz im Dreisprung. 2011 begann er ein Studium an der University of Florida und 2012 siegte er mit 7,68 m bei den U23-NACAC-Meisterschaften in Irapuato im Weitsprung. In den Jahren 2014 und 2015 wurde er NCAA-Collegemeister im Freien im Weit- und Dreisprung und 2014 siegte er in der Halle im Weitsprung sowie 2015 auch im Dreisprung. 2013 startete er erstmals bei den Weltmeisterschaften in Moskau und schied dort mit 7,36 m in der Weitsprungqualifikation aus. 2015 siegte er mit 8,38 m bei den Anniversary Games in London und wurde anschließend bei der Bauhaus-Galan mit 8,09 m Zweiter. Im August verpasste er bei den Weltmeisterschaften in Peking mit 7,78 m und 16,73 m jeweils den Finaleinzug im Weit- und Dreisprung. Im Jahr darauf siegte er bei den Hallenweltmeisterschaften im heimischen Portland mit einem Sprung auf 8,26 m. Während der Freiluftsaison steigerte er seine Bestleistung im Weitsprung auf 8,42 m, verletze sich aber kurz vor den Olympischen Spielen in Rio de Janeiro und musste auf eine Teilnahme verzichten.
2017 startete er im Weitsprung bei den Weltmeisterschaften in London und schied dort mit einer Weite von 7,78 m in der Qualifikationsrunde aus. Im Jahr darauf gewann er bei den Hallenweltmeisterschaften in Birmingham mit 8,42 m die Bronzemedaille hinter dem Kubaner Juan Miguel Echevarría und Luvo Manyonga aus Südafrika. Im August siegte er dann mit 8,29 m bei den NACAC-Meisterschaften in Toronto. In den folgenden beiden Jahren bestritt er kaum Wettkämpfe, siegte 2021 aber mit 7,98 m beim USATF Grand Prix und nahm daraufhin an den Olympischen Sommerspielen in Tokio teil, verpasste dort aber mit 7,85 m den Finaleinzug.
2022 gewann er bei den Hallenweltmeisterschaften in Belgrad mit einem Sprung auf 8,27 m die Bronzemedaille hinter dem Griechen Miltiadis Tendoglou und Thobias Montler aus Schweden. Im Mai siegte er mit 8,10 m beim USATF Throws Fest und anschließend belegte er bei den Weltmeisterschaften in Eugene mit 8,02 m im Finale den sechsten Platz. Im August wurde er beim Herculis mit 8,31 m Dritter und gelangte dann bei Weltklasse Zürich mit 8,18 m auf Rang zwei. Im Jahr darauf siegte er mit 8,34 m beim Botswana Golden Grand Prix und wurde anschließend bei den Bislett Games mit 8,26 m Zweiter. Im August gelangte er dann bei den Weltmeisterschaften in Budapest mit 7,62 m im Finale auf den zwölften Platz.
In den Jahren 2015 und 2023 wurde Dendy US-amerikanischer Meister im Freien sowie 2018 in der Halle.

## Persönliche Bestleistungen
- Weitsprung: 8,42 m (+1,6 m/s), 3. Juli 2016 in Eugene
  - Weitsprung (Halle): 8,42 m, 2. März 2018 in Birmingham
- Dreisprung: 17,50 m (+1,2 m/s), 12. Juni 2015 in Eugene
  - Dreisprung (Halle): 17,37 m, 14. März 2015 in Fayetteville